# Rety
Rety är en kommun i departementet Pas-de-Calais i regionen Hauts-de-France i norra Frankrike. Kommunen ligger i kantonen Marquise som tillhör arrondissementet Boulogne-sur-Mer. År 2022 hade Rety 2 050 invånare.

## Befolkningsutveckling
Antalet invånare i kommunen Rety
| Referens: INSEE |